# Agostino Lo Piano Pomar
Agostino Lo Piano Pomar (Caltanissetta, 24 agosto 1871 – Caltanissetta, 17 luglio 1927) è stato un sindacalista e politico italiano.
Fu uno dei primi leader socialisti siciliani, in quanto già nel 1892 partecipò alla fondazione dei fasci siciliani dei lavoratori, di cui l'anno successivo fu eletto membro del Comitato centrale in occasione dell'affiliazione dei Fasci al partito socialista.  Eletto alla Camera dei Deputati per tre legislature (XXIV, XXV, XXVI), fu sottosegretario di stato per l'industria e il commercio nel II governo Nitti e per la pubblica istruzione nei governi Facta. Dal 1920 al 1922 fu sindaco di Caltanissetta.

## Biografia

### I primi anni
Agostino Lo Piano Pomar nacque a Caltanissetta nel 1871, figlio di un ingegnere, Cav. Serafino Lo Piano Vaccaro, e di una possidente nobildonna palermitana, Virginia Pomar. È discendente del marchese di Montemesola.
Il 18 marzo 1893 fondò la sezione nissena del Fascio dei lavoratori, e il 21 maggio partecipò a Palermo al Congresso dei Fasci siciliani in cui si ratificò la linea del partito socialista decisa a Genova l'anno precedente, e fu eletto componente del Comitato centrale per la provincia di Caltanissetta. La sezione nissena venne poi repressa insieme a tutto il movimento nel 1894 con la proclamazione dello stato d'assedio da parte del presidente del consiglio Crispi.
Nel 1899 entrò nel consiglio comunale di Caltanissetta nelle file dei socialisti. Nel 1905 fondò insieme a Calogero Paolillo la Camera del Lavoro di Caltanissetta, sull'onda di una grande manifestazione, a cui aderirono ottomila minatori, che il 15 giugno 1903 aveva attraversato le strade della città.
Fu per molti anni consigliere dell'ordine degli avvocati di Caltanissetta.
Fece anche parte della Massoneria. Fu iniziato il 22 aprile 1903 nella loggia di Caltanissetta "Rinnovamento-Nissa Redenta", passò al secondo grado il 21 maggio 1919 e al terzo il 10 giugno dello stesso anno.

### Deputato del Regno
Nel 1921 fu primo firmatario di una proposta di legge, presentata insieme al collega Calogero Cascino, in materia di "Costituzione in comune della borgata di Milocca e San Biagio di Campofranco". La proposta decadde per la nomina a sottosegretario di Stato di Lo Piano, ma egli ne ripresentò una analoga l'anno successivo, questa volta con Francesco Sorge; tale proposta fu approvata alla Camera, ma mai discussa al Senato. Per questo motivo il comune di Milocca (poi rinominato in Milena) venne istituito nel 1923, ma con un regio decreto.
Nel 1911 si candidò alla Camera per il collegio di Caltanissetta, venendo però battuto dal conte Ignazio Testasecca, rappresentante dell'aristocrazia latifondista, del notabilato e della Chiesa. Tuttavia negli anni successivi riuscì a costruirsi un consenso molto ampio soprattutto tra i minatori e i contadini, tanto che il 26 luglio 1914 venne eletto deputato all'interno della XXIV legislatura, prendendo il posto di Nunzio Nasi che aveva optato per il collegio di Trapani. Interventista, benché socialista, nel 1915 lasciò momentaneamente la politica per prendere parte alla Grande Guerra con il grado di sottotenente.
Alle elezioni del 16 novembre 1919, le prime con sistema proporzionale, venne eletto nelle file del Blocco democratico. Il dicembre successivo presentò come primo firmatario una proposta di legge in materia di "Provvedimenti relativi al regime del sottosuolo e delle miniere in Sicilia". Si batté inoltre per l'istituzione del comune di Milocca (oggi Milena). Nel 1920 ricoprì brevemente l'incarico di sottosegretario di stato per l'industria e il commercio all'interno del Governo Nitti II. Venne riconfermato anche alle politiche del 15 maggio 1921, e nel 1922 fu sottosegretario per il Ministero della pubblica istruzione.

### Sindaco di Caltanissetta
Le elezioni comunali del 19 settembre 1920 furono vinte dal Partito democratico, e il successivo 26 settembre Lo Piano divenne sindaco di Caltanissetta. Oltre che da una profonda crisi finanziaria che attanagliava le casse del comune, il biennio della sindacatura di Lo Piano fu caratterizzato da forti tensioni sociali dovute alla continua espansione della città e al sempre crescente numero di minatori e contadini che reclamavano lavoro in un quadro di crisi economica generale.
Il 25 aprile 1921 in uno scontro tra fascisti e comunisti morì il giovane fascista Gigino Gattuso, che verrà poi celebrato dalla propaganda fascista come martire. Al corteo funebre del giorno successivo, in piazza Garibaldi, un ignoto sparò alcuni colpi di pistola, e nella calca che ne seguì ci furono quattro morti e decine di feriti.
Nel marzo 1922 una serie di scontri tra operai cattolici e operai socialisti contribuirono a minare la tenuta dell'amministrazione. Infine i ripetuti attacchi, anche di natura personale, provenienti dagli agrari capeggiati dal conte Testasecca, e dai militanti della sezione nissena dei Fasci italiani di combattimento fondata da Pietro Cascino, portarono Lo Piano alle dimissioni il 28 agosto 1922, con una carriera politica ormai compromessa.

### Il declino
Alle elezioni politiche del 1924, disciplinate dalla legge Acerbo e caratterizzate dalle circoscrizioni regionali, non venne rieletto, complice la sconfitta dei demosociali. Nel 1926, ormai ritiratosi dalla politica, si iscrisse al Partito Nazionale Fascista. Morì in povertà il 17 luglio 1927.

## Vita privata
Si sposò con una gentildonna sancataldese, Adele Valenti Amico Roxas dei Marchesi di Poza, dalla quale ebbe cinque figli, tra cui lo scrittore Serafino Lo Piano.